# Robschütz

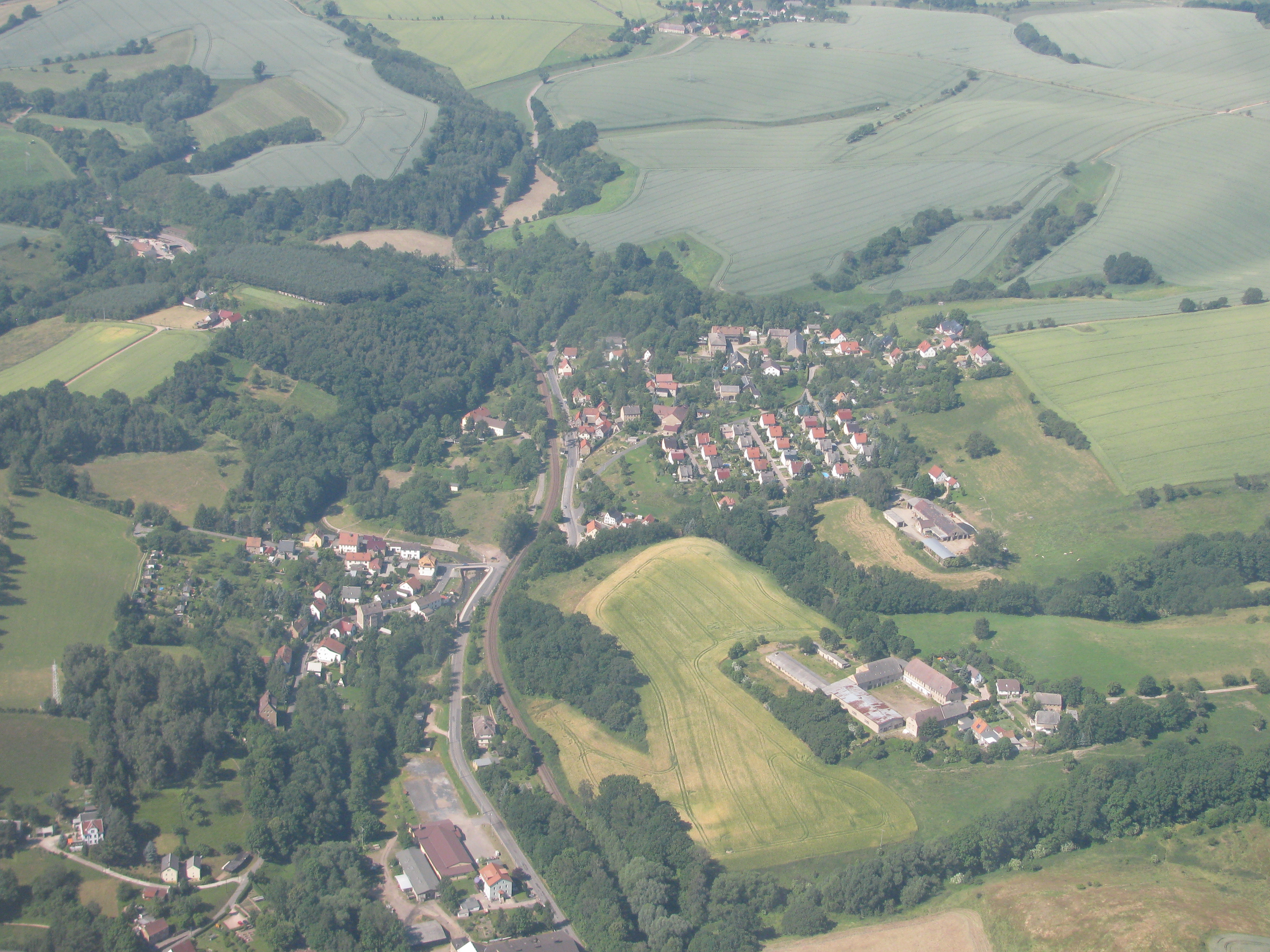
Robschütz aus der Vogelperspektive

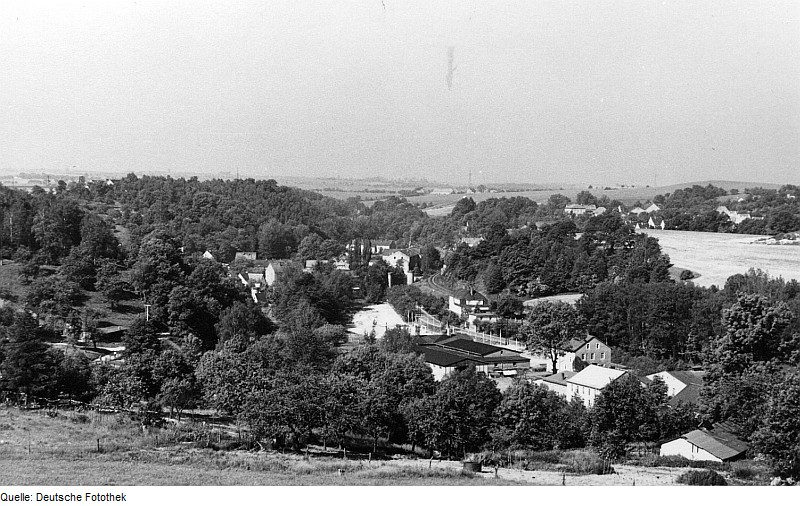
Blick auf Robschütz, 1982

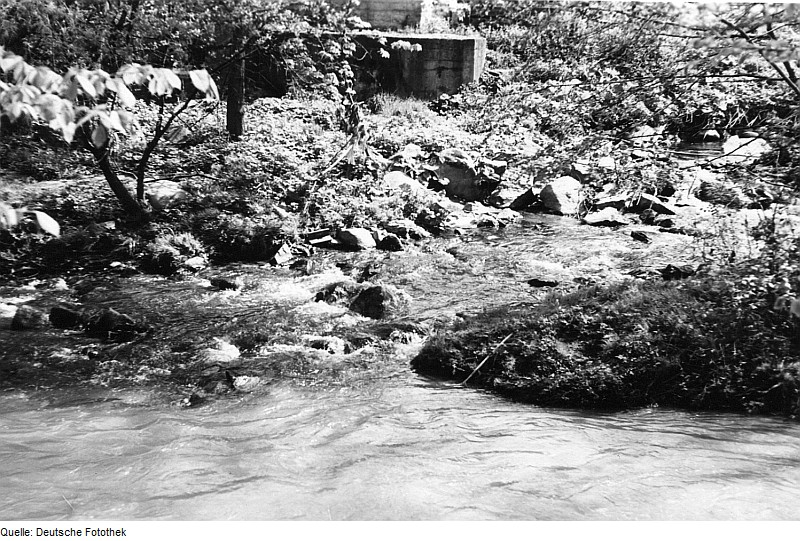
Zusammenfluss von Kleiner und Großer Triebisch

Robschütz ist ein Ortsteil der Gemeinde Klipphausen im Landkreis Meißen, Sachsen.

## Geographie
Robschütz liegt im Meißner Hochland zwischen Nossen und Meißen. Das Dorf ist umgeben von den anderen zu Klipphausen gehörenden Ortsteilen Garsebach im Nordosten, Semmelsberg im Osten, Kettewitz im Südosten und Roitzschen im Süden. Südwestlich benachbart ist Luga, nordwestlich Löthain, beide Gemeinde Käbschütztal.
Der Ortsteil Robschütz gliedert sich in Altrobschütz und Neurobschütz. Die Gutssiedlung Altrobschütz mit ihrem großen Rittergutshof befindet sich im Tal der Triebisch bzw. am orografisch linken Talhang. Der Ortskern liegt entlang der Straßen „Schenkberg“, „Am Burgser“ und „Am Rittergutshof“. Das aus je einem Drei- und Vierseithof sowie einer Häuslerstelle bestehende Neurobschütz liegt am Neurobschützer Weg auf einer Hochfläche etwa 300 Meter nordöstlich des Altrobschützer Ortskerns. Weitere benannte Straßen sind die Nossener Straße, die als Staatsstraße 83 durch das Triebischtal führt, sowie die Straßen „Neue Siedlung“, „Am Talkumwerk“, „Kuhberg“ und der Hufweg. Mehrere Gebäude im Ort sind als Kulturdenkmal geschützt (siehe Liste der Kulturdenkmale in Robschütz).
Außerhalb der beiden Dorfkerne herrscht ein Kleinsiedlungscharakter vor. An der Ostgrenze der Flur mündet auf orografisch rechter Seite die Kleine Triebisch in die Triebisch. An den ÖPNV ist Robschütz über die Buslinien 413 und 418 der Verkehrsgesellschaft Meißen angebunden. Die Bahnstrecke Borsdorf–Coswig führt durch den Ort, der allerdings keinen eigenen Haltepunkt besitzt. Nächster Haltepunkt ist Miltitz-Roitzschen zwei Kilometer südlich.

## Geschichte

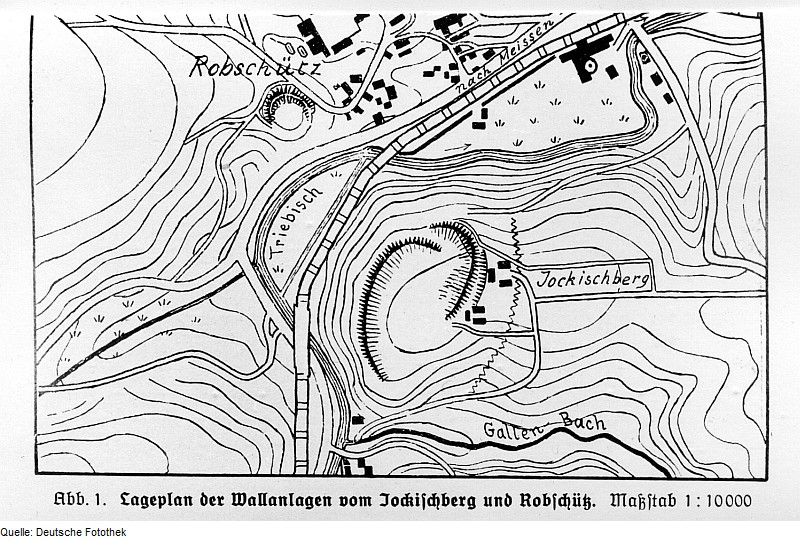
Lageplan der Wälle auf dem „Jockischberg“ und in Robschütz

In Robschütz befinden sich auf dem Burgberg, einem Felssporn „Am Burgser“, Reste einer früh- und hochmittelalterlichen Wallburg, die bis ins 12. Jahrhundert bestand und mit einer größeren Anlage auf dem gegenüber auf der anderen Talseite liegenden Jockischberg bei Kettewitz in Verbindung steht. Die wenigen, auf dem Abschnittswall gemachten slawischen Keramikfunde gehen bis ins 10. Jahrhundert zurück, gingen aber verloren. Wall- und Grabenreste von der Schanze blieben erhalten. Es handelte sich um eine Holz-Erde-Konstruktion mit äußerer steinerner Blendmauer. Der Zugang erfolgte über die sich westlich anschließende Hochfläche. Der Durchmesser der geschützten Anlage beträgt höchstens 65 Meter, die größte Wallhöhe 10 Meter.

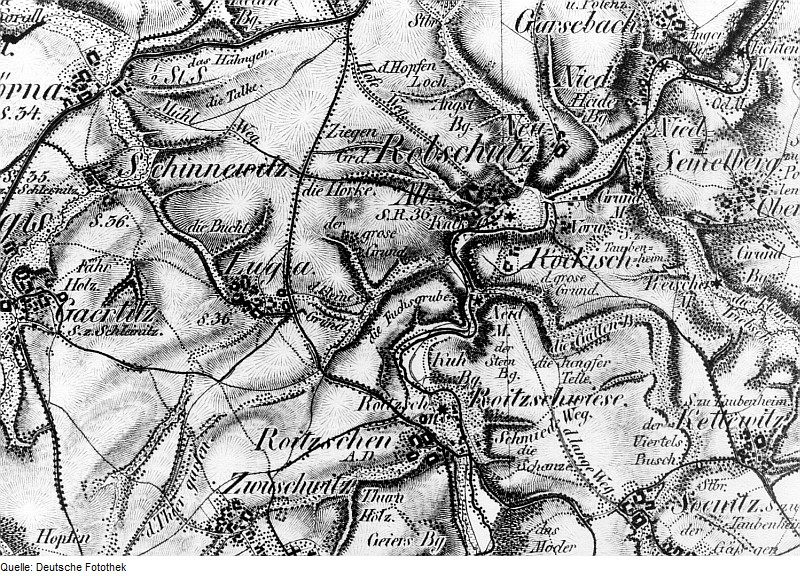
Robschütz und seine Nachbarorte auf einer Karte aus dem 19. Jahrhundert

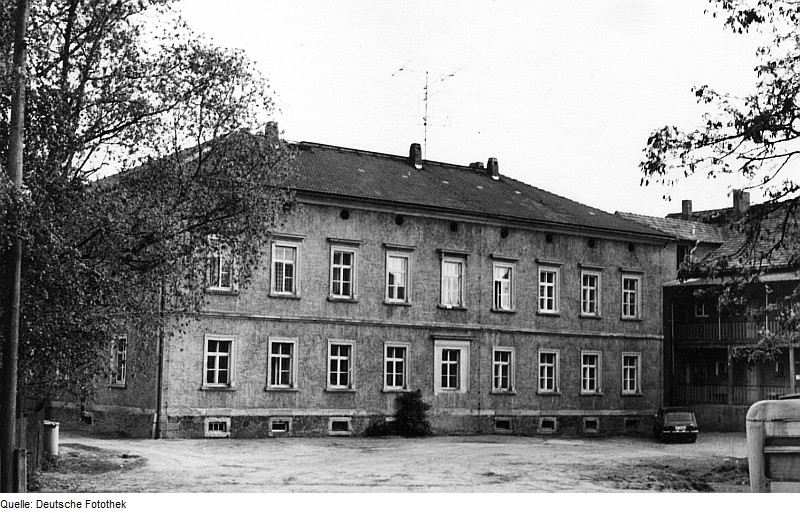
Rittergut Robschütz, 1983

Erstmals erwähnt wurde der Ortsname Robschütz 1228 als Bestandteil des Personennamens „Volcwinus de Robatsitz“, weshalb anzunehmen ist, dass damals in Robschütz ein Herrensitz bestand. Der Ortsname, ursprünglich wohl altsorbisch „Robačici“, leitet sich vom Lokatornamen „Robak“ bzw. „Robač“ ab und bedeutet „Siedlung der Leute eines Robak/Robač“. Dieser Name ist wiederum auf die slawische Wurzel *orb- (deutsch: arbeiten) zurückzuführen; der Ortsname Robschütz ist somit urverwandt mit dem Wort Roboter. Im Laufe der Jahrhunderte wandelte er sich unter anderem über die Formen „Rogatschitz“, „Rabatschicz“, „Robeschicz“, „Rabeschicz“, „Rubeschicz“, und „Rabschitz“ hin zur heutigen Schreibweise. Sie ist für 1791 belegt, als man auch bereits nach Alt- und Neurobschütz unterschied. In Landesaufnahmen des „Ur-Öder“ 1585–1633/34 war bereits hier von „Alt-Robschitz“ die Rede.
Um das Dorf, dessen Bewohner sich ihr Einkommen in der Landwirtschaft verdienten, erstreckte sich eine 223 Hektar große Gutsblockflur. Die Grundherrschaft übten zunächst die Besitzer des Ritterguts Batzdorf aus, 1696 taucht dann das altschriftsässige Rittergut Robschütz in den Urkunden auf, das aus einem 1547 erwähnten Vorwerk hervorging. Zum Robschützer Rittergut zählten die Dörfer Luga und Schönnewitz, das Vorwerk Reitzschwüste und eine Wirtschaft im Klosterholz. Der Besitz gehörte ursprünglich der Adelsfamilie von Robschütz, danach dem Adelsgeschlecht Miltitz. Durch Heirat mit Dorothea Magdalena von Miltitz ging das Rittergut Robschütz in den Besitz des sächsischen Großkanzlers und Oberhofmarschalls Wolf Dietrich von Beichlingen über, danach gehörte es in zumeist schnellem Wechsel verschiedenen Eigentümern.
Eingepfarrt war und ist Robschütz in die Kirchgemeinde St. Afra in Meißen. Die Verwaltung des Ortes oblag jahrhundertelang dem Erbamt Meißen. Im Jahre 1856 gehörte Robschütz zum Gerichtsamt Meißen und kam danach zur Amtshauptmannschaft Meißen, aus der der gleichnamige Landkreis hervorging. Auf Grundlage der Landgemeindeordnung von 1838 erlangte Robschütz Selbstständigkeit als Landgemeinde. Am 1. Juli 1950 kam Robschütz durch Eingemeindung nach Garsebach, das sich wiederum 1994 mit Burkhardswalde-Munzig und Miltitz zur Gemeinde Triebischtal zusammenschloss. Während der Ortsteil Neurobschütz noch heute zu Robschütz gehört, bietet sich ein Sonderfall im Zusammenhang mit dem früheren Robschützer Ortsteil Roitzschwiese – dieser kam 1925 zu Roitzschen, bedingt durch die räumliche Nähe beider Orte.
Die 1953 gegründete LPG „Grüner Weg“ Robschütz vereinigte sich 1970 mit der LPG „August Bebel“ Miltitz, die seither ihren Sitz in Robschütz hatte und über 816 Hektar Land verfügte. Am 1. Januar 1976 übernahmen die KAP „Saatbau“ Krögis die Pflanzenproduktion und die LPG „Florian Geyer“ Heynitz die Viehwirtschaft.
Durch die Eingemeindung von Triebischtal am 1. Juli 2012 ist Robschütz ein Ortsteil der Gemeinde Klipphausen.

### Einwohnerentwicklung
| Jahr | Einwohner                      |
| ---- | ------------------------------ |
| 1551 | 11 besessene Mann, 15 Inwohner |
| 1764 | 10 besessene Mann, 16 Häusler  |
| 1834 | 237                            |
| 1871 | 349                            |
| 1890 | 460                            |
| 1910 | 549                            |
| 1925 | 483                            |
| 1939 | 457                            |
| 1946 | 542                            |
| 1950 | siehe Garsebach                |

## Bergbau- und Industriegeschichte

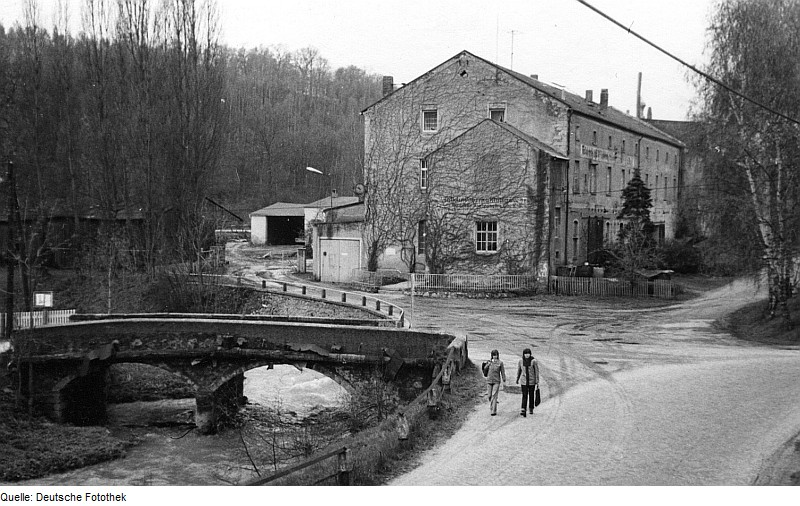
Talkumwerk, ehemalige Papierfabrik, 1980

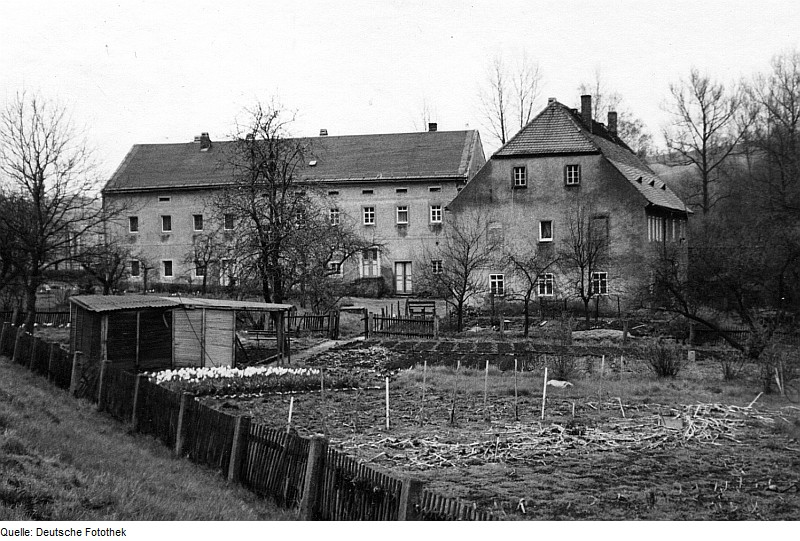
Eulitzmühle, 1980

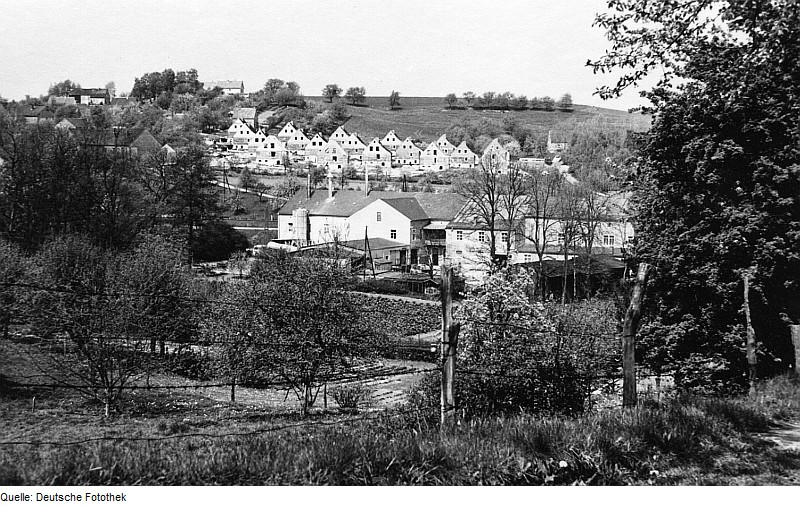
Blick auf das Talkumwerk, dahinter die „Neue Siedlung“, 1981

Robschütz liegt in einem alten Bergbaugebiet; in naher Umgebung befinden sich unter anderem die Garsebacher Schweiz als weltgrößtes Pechsteinvorkommen, die Kalkwerke Miltitz und Groitzsch, die Silbererzstollen bei Munzig und Weitzschen sowie das Mundloch des Rothschönberger Stolln. In Robschütz wurde zwischen Burgberg und Triebisch Travertin, versteinerter Kalktuff, gebrochen. Als Baumaterial fand er bereits im 15. Jahrhundert in Meißen Verwendung. Petrus Albinus erwähnte das Vorkommen 1590 in seiner Meißnischen Bergk-Chronica, auch dem Mineralogen Georgius Agricola und dem Naturforscher Johannes Kentmann war es bekannt. Berühmt war es als Fundstelle von Fossilien, darunter Abdrücken von Pflanzen, Schnecken sowie Knochen kleinerer Landtiere. Als eines der wenigen und kleinen Travertinvorkommen in Sachsen war es bis zum Ende des 19. Jahrhunderts vollständig abgebaut. Im Jahr 1813 entdeckte ein Angestellter der Kgl. Porzellanmanufaktur Meißen in Robschütz eine Ocker-Schicht. Bis zu 800 Zentner dieser sogenannten Robschützer Gelberde wurden abgebaut und weltweit als Erdfarbe verkauft. Der Bergbau fand mit dem Aufkommen synthetischer Farbstoffe ein Ende.
Nach der Eröffnung der Bahnstrecke Borsdorf–Coswig am 22. Dezember 1868 siedelte sich zunehmend mittelständische Industrie an. Wichtigstes Beispiel ist eine 1870 errichtete Papierfabrik im Triebischtal. Sie wurde 1873 wesentlich erweitert und dehnte sich auch auf die benachbarte Eulitzmühle aus, deren Wasserkraftanlagen sie für die eigene Energieversorgung nutzte. Im Zuge der Weltwirtschaftskrise ging das Unternehmen in Konkurs. Eine Talkumfabrik nutzte die vorhandenen Gebäude seit 1932 weiter. Später stellte sie, wie die Korkmühle an der Roitzschwiese, auf die Produktion von Schiefermehl um. Noch 1989 waren 15 Arbeiter in dieser Fabrik beschäftigt; 1993 wurde sie geschlossen.
In Robschütz überquerte die Schmalspurbahn Wilsdruff–Gärtitz auf einem am 1. Oktober 1909 eingeweihten Viadukt das Triebischtal. Der Streckenverlauf in diesem Bereich beschrieb bei leichter Steigung eine Kurve. Die Brücke, mit über 200 Metern die längste Schmalspurbrücke Sachsens, war Schauplatz zweier schwerer Bahnunglücke mit Todesfolge. Am 7. Januar 1949 und am 25. Dezember 1962 stürzte jeweils ein Zug wegen überhöhter Geschwindigkeit hinab. Der Betrieb wurde 1966 eingestellt und die elf Überbauten der Brücke in den 1970er Jahren demontiert. Erhalten blieben bis heute die meisten Brückenpfeiler.

## Persönlichkeiten
- Oskar Thierbach (1909–1991), deutscher Radrennfahrer, lebte in Robschütz, galt in der Zeit vor dem Zweiten Weltkrieg als einer der stärksten Straßenfahrer Deutschlands
- Anneli-Marie Riße (1998–2015), deutsches Entführungsopfer, wuchs in Robschütz auf und lebte bis zum Schluss dort